# Lago d'Arsa
Il lago d'Arsa detto anche lago di Cepich (in croato Čepićko jezero) era il più grande lago dell'Istria. Data la sua conformazione e l'ampia zona paludosa che ne contornava le rive, è stato per secoli la principale concausa delle febbri malariche che infestarono una parte dell'Istria. Il suo immissario era il torrente Bogliunsizza. Oggi il lago più esteso dell'Istria è il lago artificiale di Buttoniga nei pressi di Pisino.

## Storia

Il ministro Alessandro Martelli nella galleria per il deflusso delle acque nel 1928.

Il prosciugamento del lago fu tentato per la prima volta nel 1780, seguirono i tentativi del 1838 e del 1891, anche questi falliti miseramente. In seguito all'annessione dell'Istria all'Italia si progettò e edificò una galleria lunga 5 km per far defluire completamente le acque del lago nel sottostante vallone di Fianona. Il governo italiano terminò i lavori nel 1932 e trasformò il fondo del lago in fertili campi coltivabili.

## Fauna

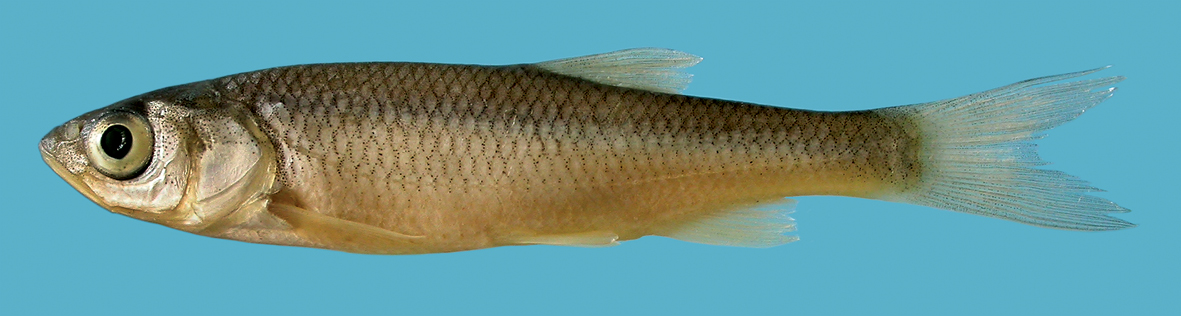
Foto dello Squalius janae

Uno dei pesci che vivevano nel lago era lo Squalius janae, lungo 19 centimetri e appartenente alla famiglia Cyprinidae. Oggi il pesce si trova solamente in alcuni corsi d'acqua sloveni.